# Erzsébet Gulyás-Köteles
Erzsébet Gulyás-Köteles   (Budapest, 3 de novembre de 1924 - Budapest, 16 de juny de 2019) va ser una gimnasta artística hongaresa que va competir durant les dècades de 1940 i 1950. Participà en tres edicions dels Jocs Olímpics, en els què guanyà cinc medalles.
El 1948, als Jocs de Londres, guanyà la medalla de plata en la competició del concurs complet per equips del programa de gimnàstica. El 1952, a Hèlsinki, guanyà la plata en el concurs complet per equips i el bronze en el concurs per aparells. També destaca una quarta posició en l'exercici de terra. El 1956, a Melbourne, disputà els seus tercers Jocs. En ells guanyà dues noves medalles del programa de gimnàstica: l'or en el concurs per aparells i la plata en el concurs complet per equips.